# Odontolytes rondoniae
Odontolytes rondoniae är en skalbaggsart som beskrevs av Zdzisława Stebnicka 2002. Odontolytes rondoniae ingår i släktet Odontolytes och familjen Aphodiidae. Inga underarter finns listade i Catalogue of Life.